# Bolostromus holguinensis
Bolostromus holguinensis är en spindelart som beskrevs av Rudloff 1996. Bolostromus holguinensis ingår i släktet Bolostromus och familjen Cyrtaucheniidae.
Artens utbredningsområde är Kuba. Inga underarter finns listade.